# Drozdovîțea, Horodnea
Drozdovîțea (în ucraineană Дроздовиця) este localitatea de reședință a comunei Drozdovîțea din raionul Horodnea, regiunea Cernihiv, Ucraina. În secolul al XIX-lea, satul făcea parte din volostul Drozdovîțea, uezdul Horodnea.

## Demografie
Componența lingvistică a localității Drozdovîțea
     Ucraineană (97,14%)
     Rusă (2,2%)
     Alte limbi (0,66%)
Conform recensământului din 2001, majoritatea populației localității Drozdovîțea era vorbitoare de ucraineană (97,14%), existând în minoritate și vorbitori de rusă (2,2%).